# Bara (Bosanski Petrovac)
Bara es un pueblo ubicado en el municipio de Bosanski Petrovac, en el cantón de Una-Sana, Bosnia y Herzegovina.

## Superficie
Posee una superficie de 7,14 kilómetros cuadrados.

## Demografía
Hasta 2013 la población era de 75 habitantes, con una densidad de población de 10,5 habitantes por kilómetro cuadrado.